# Ragoût
Un ragoût (du verbe ragoûter « redonner du goût ») est une recette de cuisine traditionnelle à base de morceaux de viande (ou de poisson), de légumes et de pommes de terre ou de légumineuses, mijotés à feu doux dans une sauce (qui distingue le ragoût de la potée, cuite dans un bouillon). De plus, la potée utilise souvent des salaisons (lard, jambon, saucisses…), tandis que le ragoût a recours le plus souvent à de la viande fraîche qui conditionne sa cuisson. La préparation en ragoût peut également s'appliquer à des recettes végétariennes, comme le ragoût de soja ou la ratatouille.

## Étymologie et dénominations
Le terme ragoût vient du verbe déverbal ragoûter, lui-même composé du préfixe ra- et de goûter.
En France, le ragoût est parfois appelé mijoté.

## Recette
Souvent, on commence par faire rissoler la viande, par exemple avec des oignons avant de la mettre dans la casserole ou la cocotte avec les légumes et les pommes de terre, ce qui constitue la base de la sauce qui sera ensuite complétée par adjonction d'eau ou d'une boisson locale, telle que du vin, de la bière ou du cidre, dans laquelle fondront certains des ingrédients et, éventuellement, par l'ajout d'un liant, comme du pain, de la farine ou de la fécule.
Le plat est traditionnellement mijoté longuement à feu doux et servi en plat unique. C'est un mets ancien et populaire que l'on trouve avec des variations locales dans toutes les régions d'Europe.
On utilise de la viande de porc, de bœuf ou de veau, de mouton, d'agneau, de volaille, voire du gibier ou de la viande de brousse. Les légumes les plus communs sont les carottes, navets, céleri, poireaux, choux, pommes de terre et oignons. On trouve aussi des légumineuses, comme les haricots, les flageolets ou les fèves.

## Par pays et régions

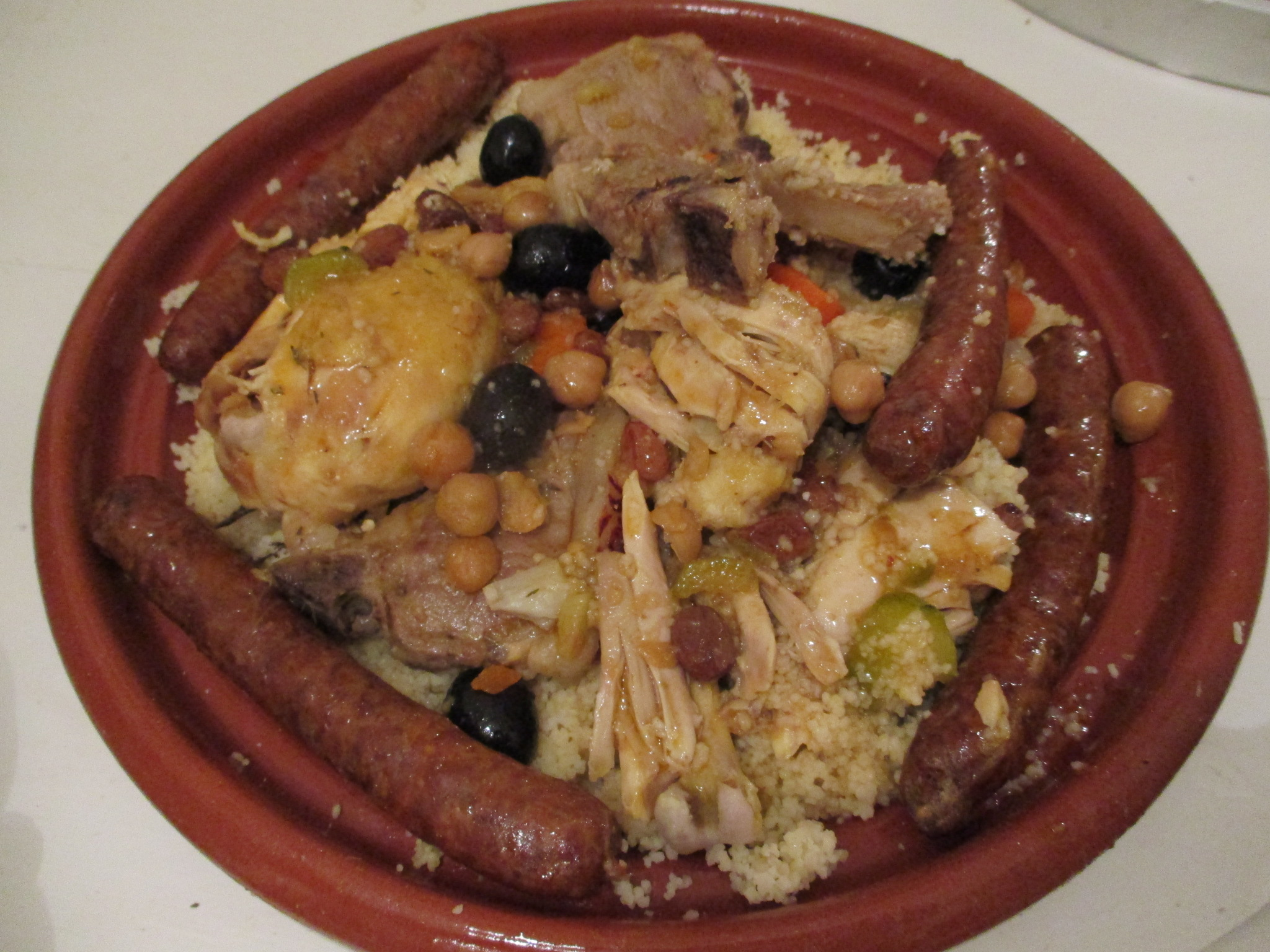
Couscous de poulet, merguez et légumes.

### Albanie
- Le jahni

### Algérie
Selon les régions, le plat est appelé tadjin (tajine, tajine zitoun), djwez ou encore chtitha dans les environs d'Alger ou marqa dans l'est du pays, à la frontière tunisienne. Il s'agit d'un ensemble de plats traditionnels, parfois sucrés comme le lham hlou à base d'agneau, de pruneaux, d'abricots séchés et d'amandes. On trouve également d'autres recettes à base de bœuf, de volaille ou encore de poisson selon les régions.

### Allemagne
- Le Hasenpfeffer, ragoût à base de lièvre ou de lapin.
- Le Schweinepfeffer est un ragoût de porc épicé, dont la sauce est liée avec du sang de porc.

### Angleterre
- La soupe de queue de bœuf est un ragoût permettant de valoriser la queue des bœufs qui fait partie des abats. Elle aurait été inventée à Spitalfields, à Londres, au XVIIe siècle, par des immigrants français huguenots et des immigrés flamands, à partir de queues d'animaux[2].

- Le tatws pum munud (français : « pommes de terre de cinq minutes ») un ragoût traditionnel du pays de Galles, préparé avec du bacon fumé, du bouillon, des pommes de terre et d'autres légumes.

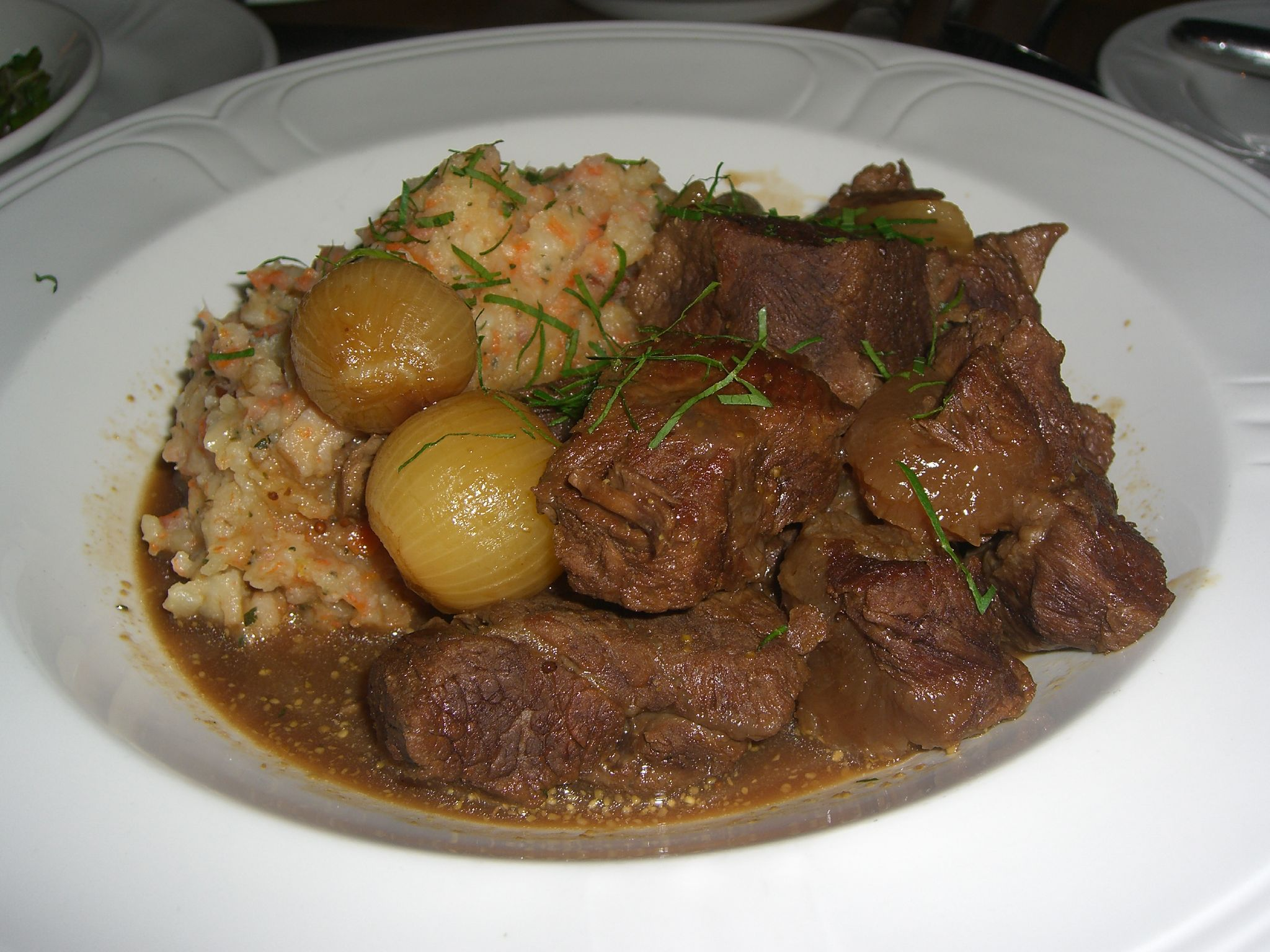
Carbonade flamande.

### Belgique
- Le ragoût hesbignon, préparé en Hesbaye, est fait de rognons de bœuf, de tomates et de peket, le nom du genièvre en wallon.
- Le waterzooï est un ragoût de poulet ou de poisson, aux légumes et baignant dans un bouillon à la crème.
- La carbonade flamande est un ragoût de bœuf cuit dans une sauce à base de bière.

### Bolivie
- Le cusqueño est un ragout épicé à base de poulet, emblématique de Punata, dans le département de Cochabamba.

### Bosnie
- Bosanski lonac

### Brésil
- Galinhada

### Canada

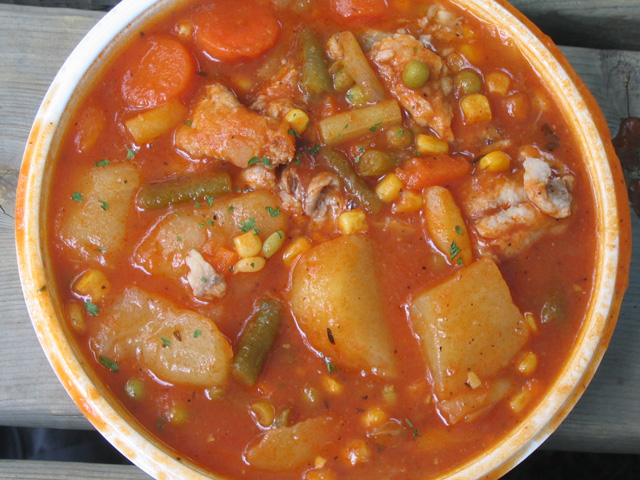
Gibelotte.

#### Québec
- La gibelotte est un ragoût de lapin ou de poisson au vin blanc et légumes.
- Le ragoût de boulettes  est un plat traditionnel du Québec, constitué de boulettes de viande de porc et de bœuf, de carottes, de navets et de céleri. Il existe également une variante avec du poulet.
- Le ragoût de pattes est la variante la plus commune. Il est cuisiné durant le temps des fêtes, avec des pieds de porc et des boulettes de porc, aromatisé d'épices, comme le clou de girofle, la cannelle et le piment de la Jamaïque. Il est servi le plus souvent avec des pommes de terre bouillies.

### Chili

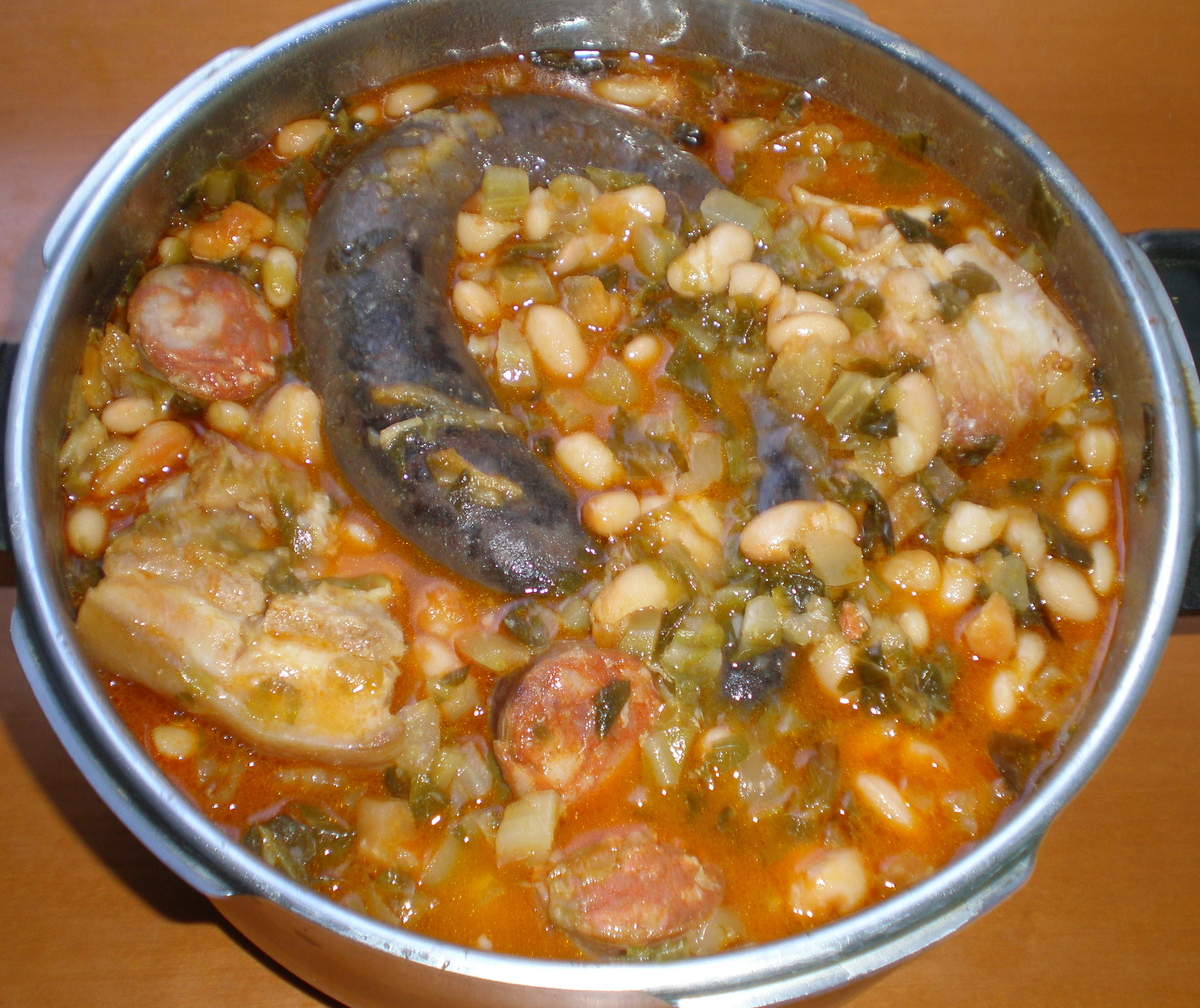
Cocido montañés, un ragoût typique de Cantabrie (Espagne).

- Charquican

### Espagne
- La paella, guiso[3],[4] (ragoût) de riz.
- Le rabo de toro, un guiso typique de Cordoue consistant en un ragoût de queue de vache ou de taureau.
- Le suquet de peix et la sarsuela sont des ragoûts de poisson.
- Les patatas a la importancia sont un plat à base de pommes de terre, originaire de Castille-et-León.
- La ropa vieja (littéralement « vieux vêtements » en espagnol) est un ragoût espagnol à base de viande effilochée, en particulier de poitrine de bœuf.

### États-Unis

#### Louisiane
- Le daube glacé est un ragoût gélifié à base de fond de bœuf et de veau assaisonné et moulé en forme, traditionnel de La Nouvelle-Orléans.
- Le jambalaya ou jumbalaya, est un ragoût à base de riz, emblématique de la cuisine cadienne.
- Le gombo est un ragoût originaire de la Louisiane française au cours du XVIIIe siècle.

#### Texas
- Le chili con carne, ragoût originaire du sud des États-Unis dont les ingrédients essentiels de la variante la plus connue sont la viande de bœuf et le chili, plat emblématique de la cuisine tex-mex.

### Finlande
- Poronkäristys : ragoût de viande de renne[5]

### France

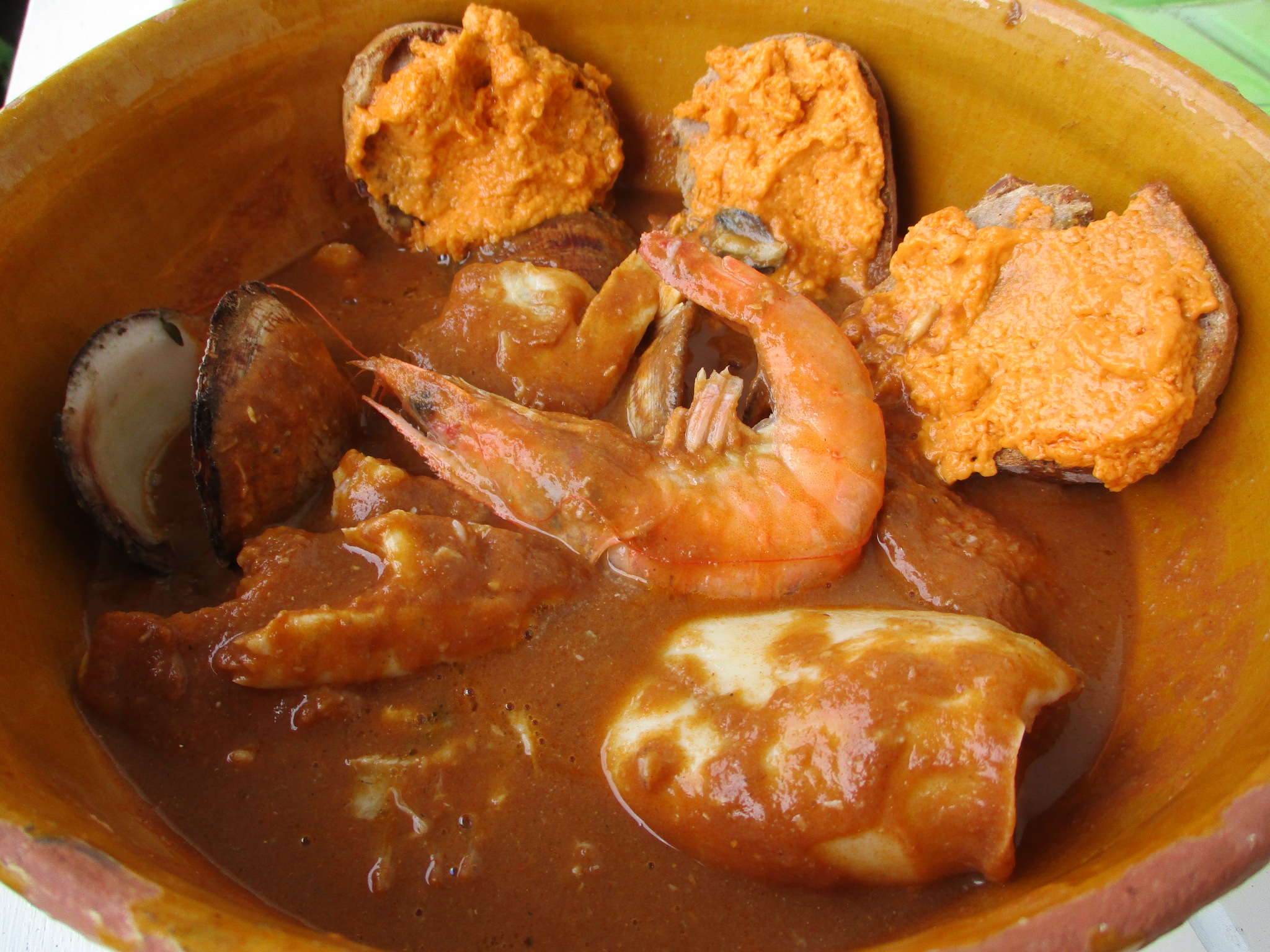
Bouillabaisse de la cuisine provençale.

Les origines du ragoût de la cuisine française remontent à la cuisine gauloise :
- le haricot de mouton ainsi que le navarin sont des recettes traditionnelles anciennes à base de viande de mouton accompagnée de navets, oignons, carottes et pommes de terre ;
- la blanquette de veau, le Lapin chasseur et la gibelotte sont des ragoûts traditionnels de la cuisine française,
- le poulet Marengo, ragout créé et baptisé du nom de la victoire historique du premier consul Napoléon Bonaparte ;
- les daubes de Provence, dont la gardiane, l'estouffade à la provençale, le fricot des barques et la broufade ;
- la ratatouille est un ragoût de légumes originaire de Provence ;
- le bœuf bourguignon et le coq au vin sont des ragoûts agrémentés de vin, originaires de Bourgogne ;
- la carbonade flamande à la bière et le hochepot dans la région Nord-Pas-de-Calais, la Flandres et le Hainaut ;
- le cassoulet du Languedoc ;
- l'alicot, ragout d'abats de volaille du Béarn et du Languedoc ;
- le lapin au cidre de Normandie ;
- le baeckeoffe alsacien ;
- le barboton stéphanois ;
- la bombine ardéchoise ;
- le porc à la cévenole ;
- l'axoa, mets traditionnel de la région du Labourd (Pays basque, Pyrénées-Atlantiques) ;
- la bouillabaisse, la bourride à la sétoise, le catigot d'anguilles, la matelote, la chaudrée et la cotriade sont des ragoûts de poisson ;
- le poulet antillais, le colombo, le blaff de poissons et le court-bouillon de poissons à la créole sont des ragoûts de la cuisine antillaise ;
- la pimentade est un ragoût créole typique de la cuisine guyanaise.

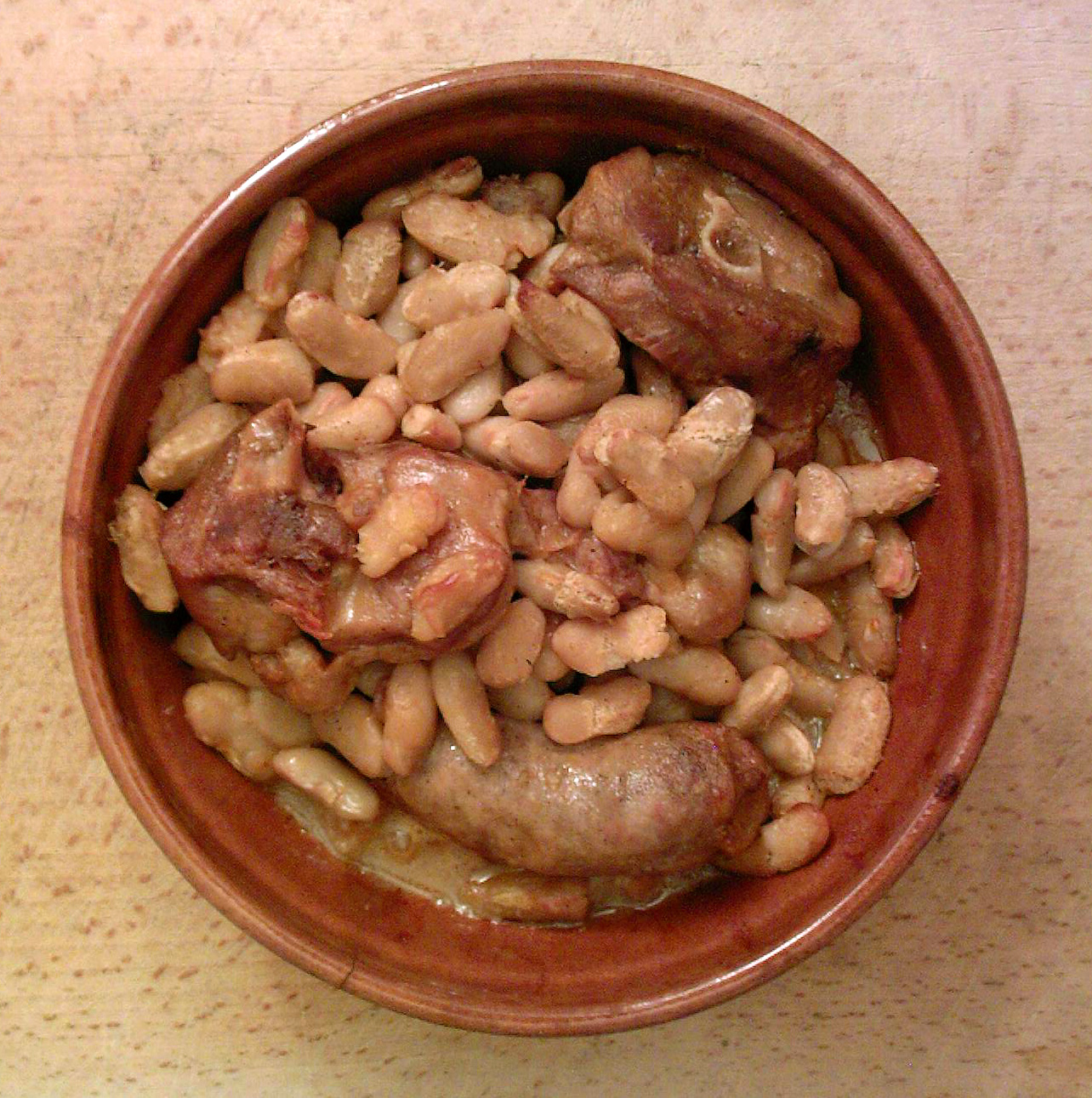
Cassoulet.
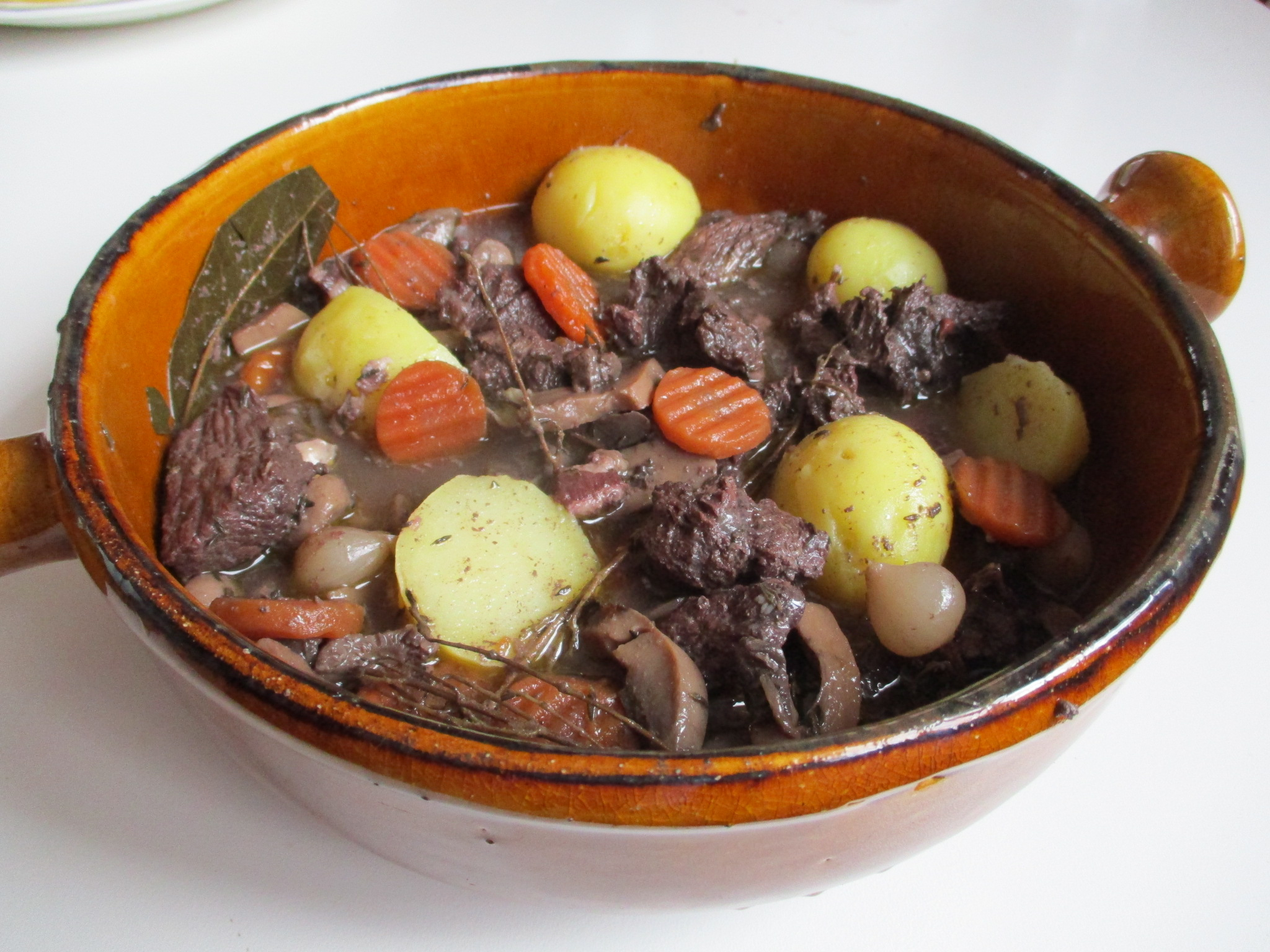
Daube provençale.
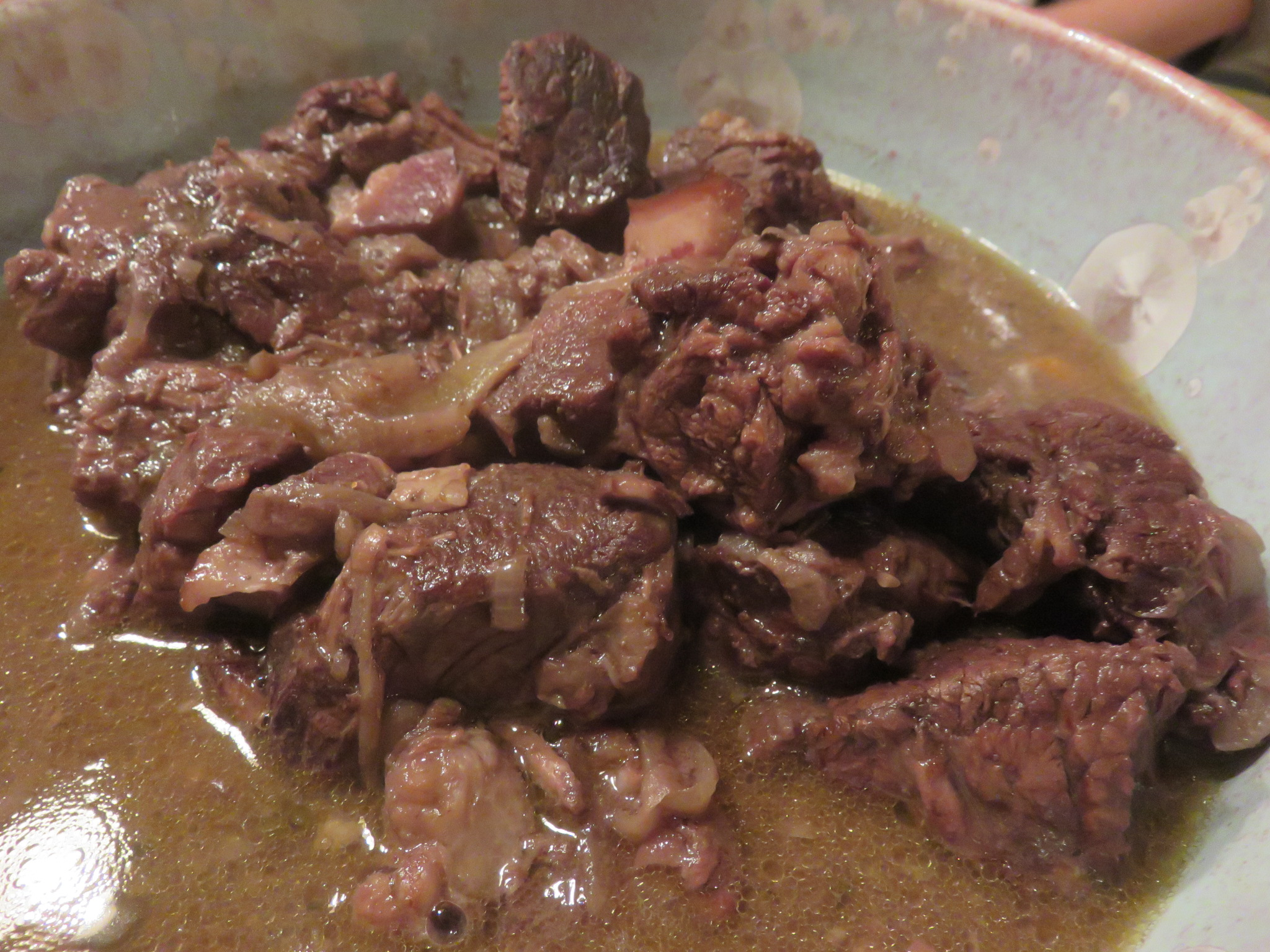
Bœuf bourguignon.
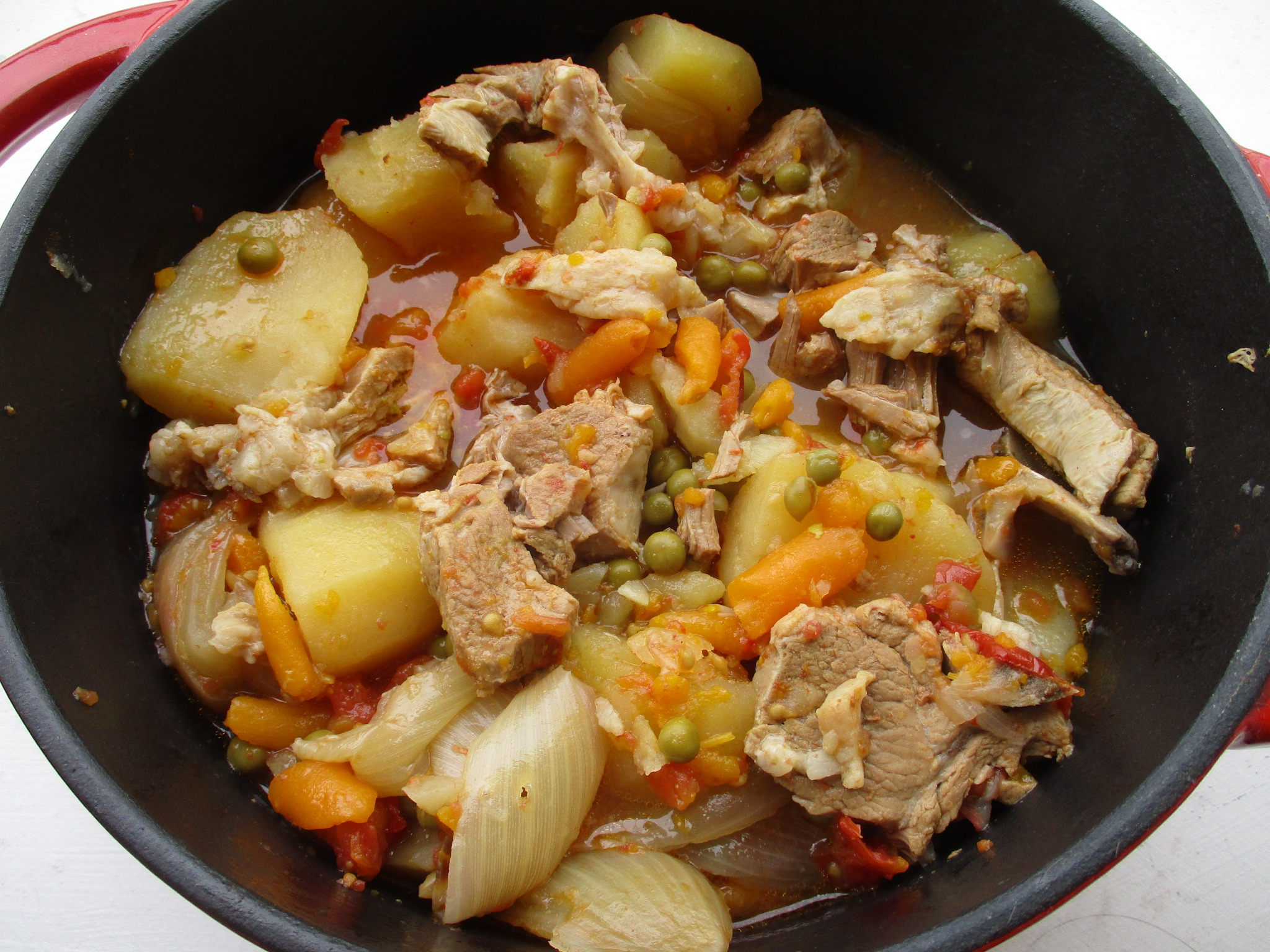
Navarin.
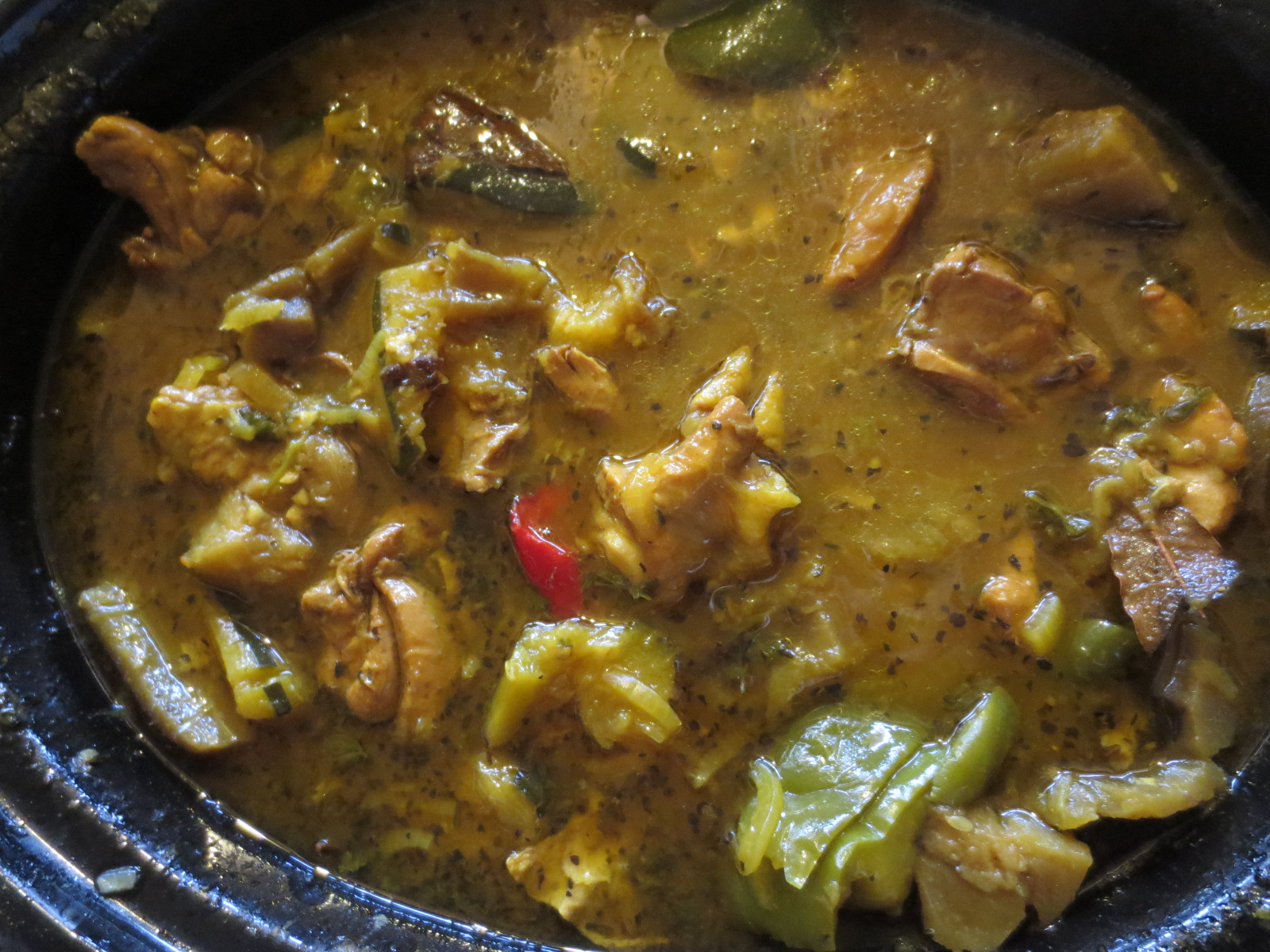
Colombo antillais.

### Hollande
- Hachee

### Hongrie

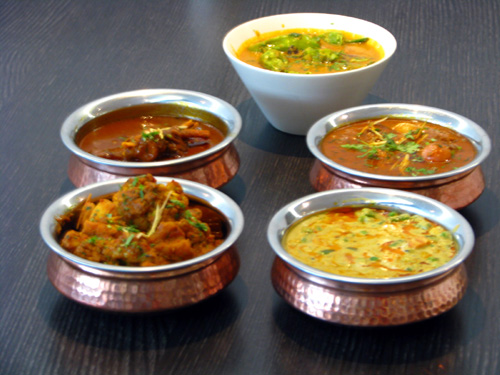
Assortiment de currys en Inde.

Le pörkölt est un ragoût de viande (bœuf, veau, porc, cheval, agneau ou mouton), préparé avec beaucoup d'oignons et de paprika qui lui donne sa couleur rouge caractéristique. En dehors de la Hongrie, il est souvent nommé à tort goulasch, alors que ce terme désigne en réalité une soupe hongroise contenant aussi du paprika.

### Inde
Les currys indiens sont des plats mijotés épicés.

### Iran

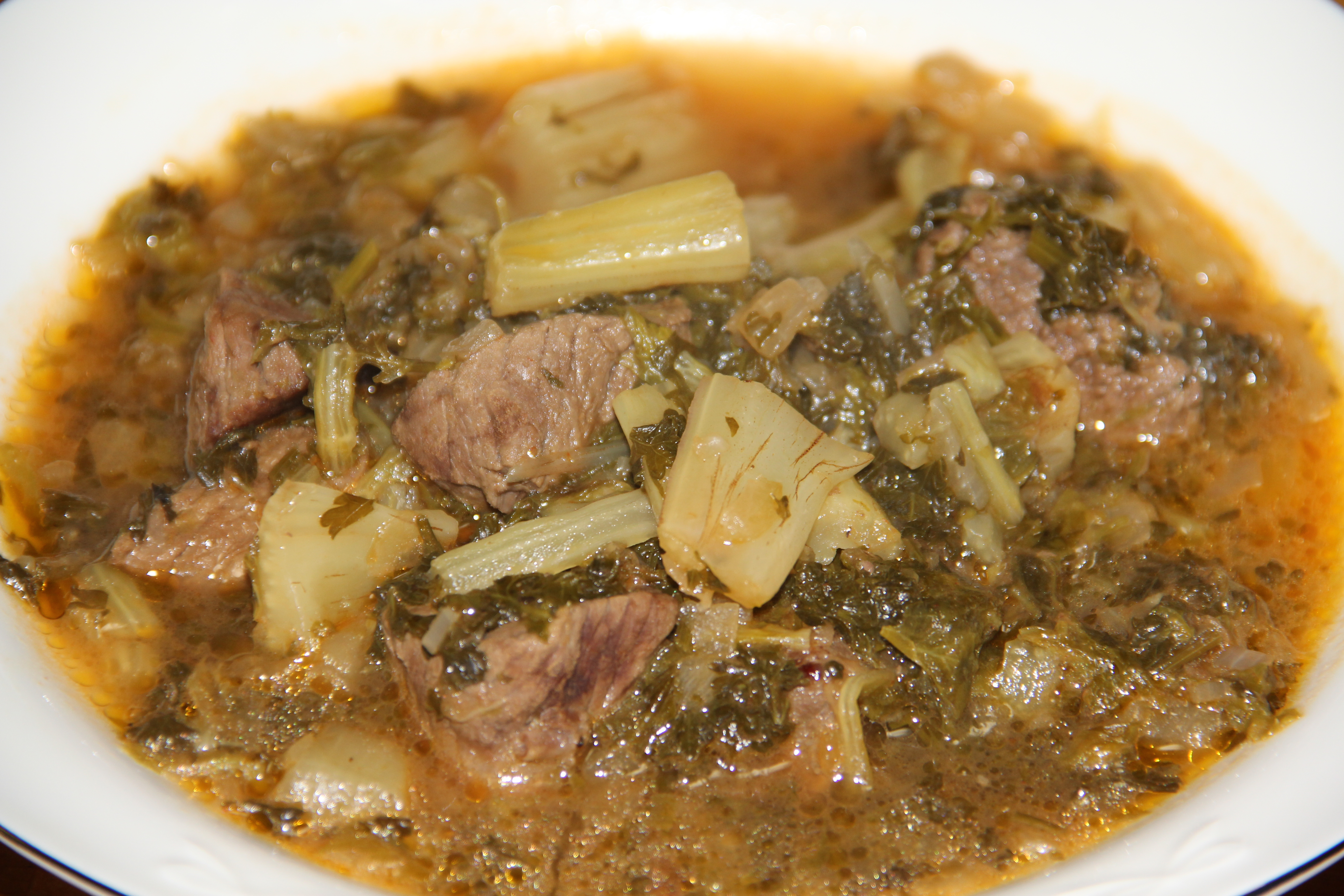
Khorech.

En Iran, le khoresh (persan : خورش) ou khoresht (persan : خورشت) fait référence à différents ragoûts servis avec du riz. Parmi les plus populaires on retrouve le khoresh gheimeh, le ghormeh-sabzi et le fessendjan.

### Irlande
- Certaines variantes de la recette originale de l'Irish stew, qui est une potée, sont préparées en ragoût ou avec adjonction de bière.

### Italie

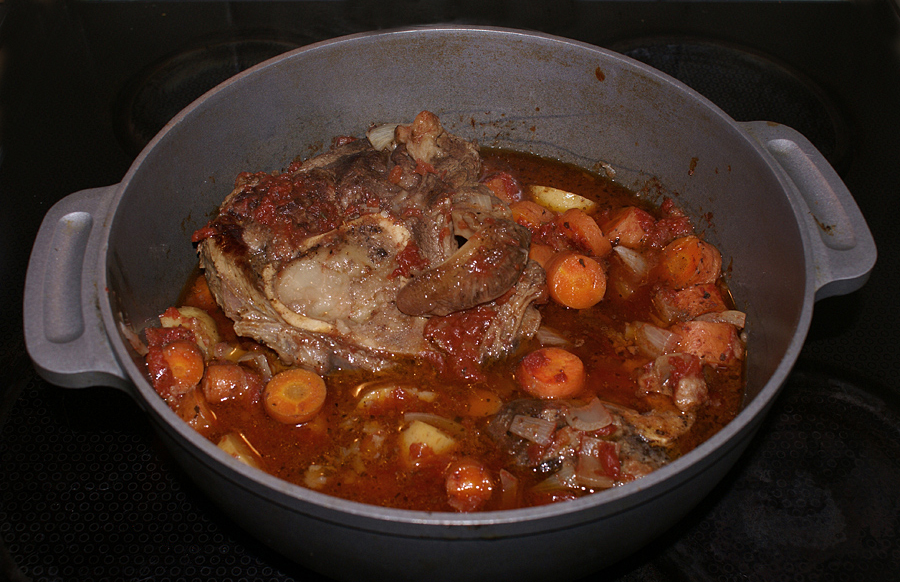
Osso buco.

- L'osso buco est un ragoût de jarret de veau, braisé au vin blanc agrémenté de légumes.
- Le ragoût tirolais, de la région du Trentin-Haut-Adige, est constitué de viande de porc, de saucisses, préparés avec des tomates, du bouillon, du vin et des pommes de terre. Le stufato de mouton, réalisé avec un gigot de mouton cuit dans du vin rouge, avec des légumes et des épices, est un mets typique de la Sardaigne.
- Le ragoût est connu sous le nom de fricandeau[6] en Vallée d'Aoste.
- Le ragù napolitain qui a inspiré la sauce bolognaise dont le nom est dérivé de ragoût, est la première sauce tomate au monde, invention de chefs français et napolitains en 1700, lorsque les deux sœurs Maria-Antoinette et Maria-Caroline ont influencé le monde culinaire européen.
- Le stufato à la pavesane est un ragoût au vin, ou daube de bœuf, typique du sud de la Lombardie.
- Le peposo toscan, originaire d'Impruneta, est un ragoût de bœuf auquel on ajoute une grande quantité de poivre et du vin (généralement du chianti).

### Lituanie

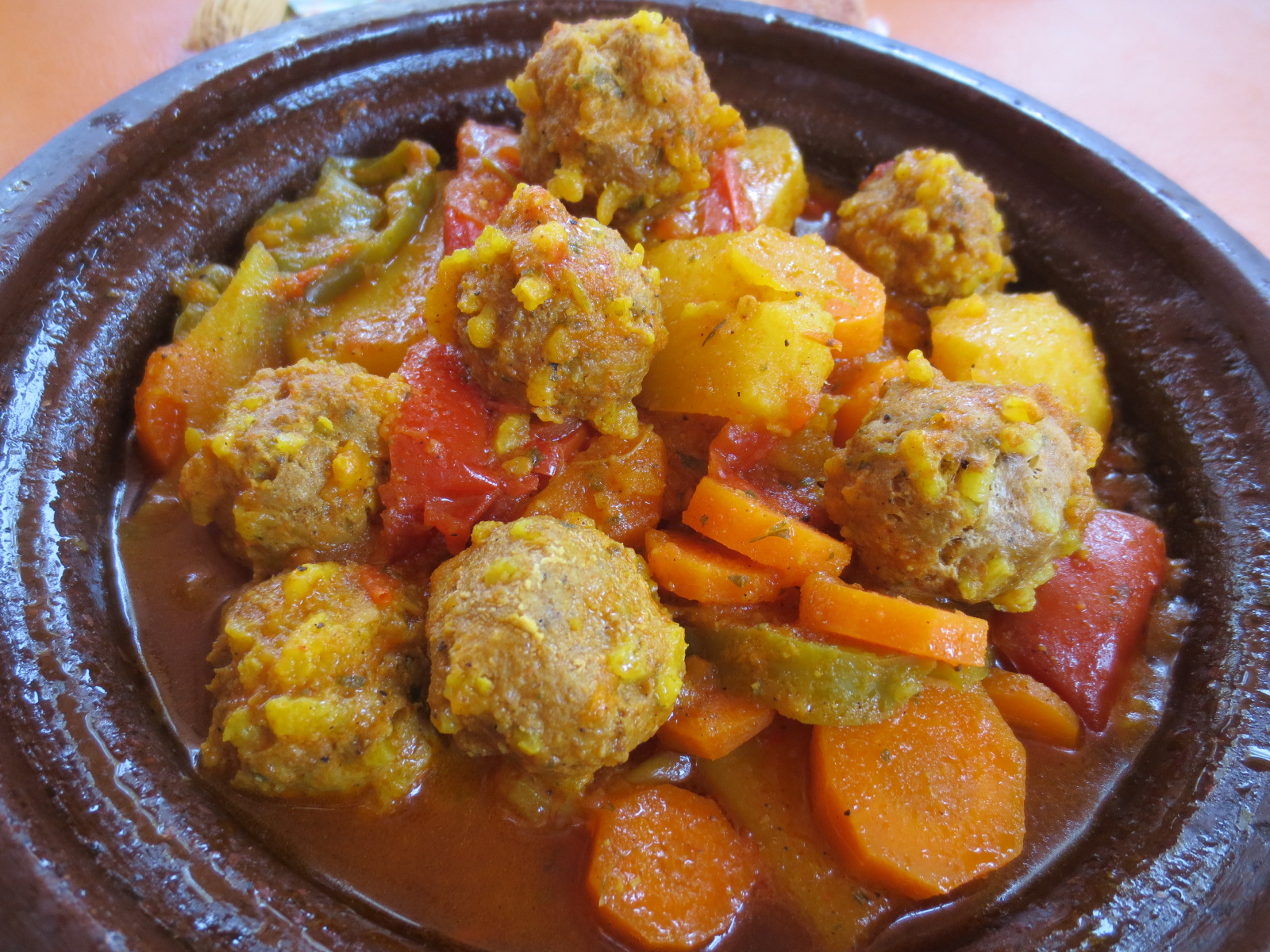
Tajine berbère aux boulettes et carottes.

- Le ragoût de castor (ou bebrienos troškinys en lituanien) est un plat traditionnel de la cuisine lituanienne.

### Maroc
- Les tajines sont des plats traditionnels du Maroc pouvant être préparés à base de toutes sortes de viandes, poissons, légumes, fruits et d'épices. Le nom provient du nom du récipient traditionnel marocain à couvercle conique dans lequel les aliments cuisent à l'étouffée.

### Mexique
- Le michmole, ragoût de poisson typique de Mexico, Edoméx et Michoacán.

### Moyen-Orient
- Le yakhni

### Ouzbekistan
- Dimlama

### Pologne

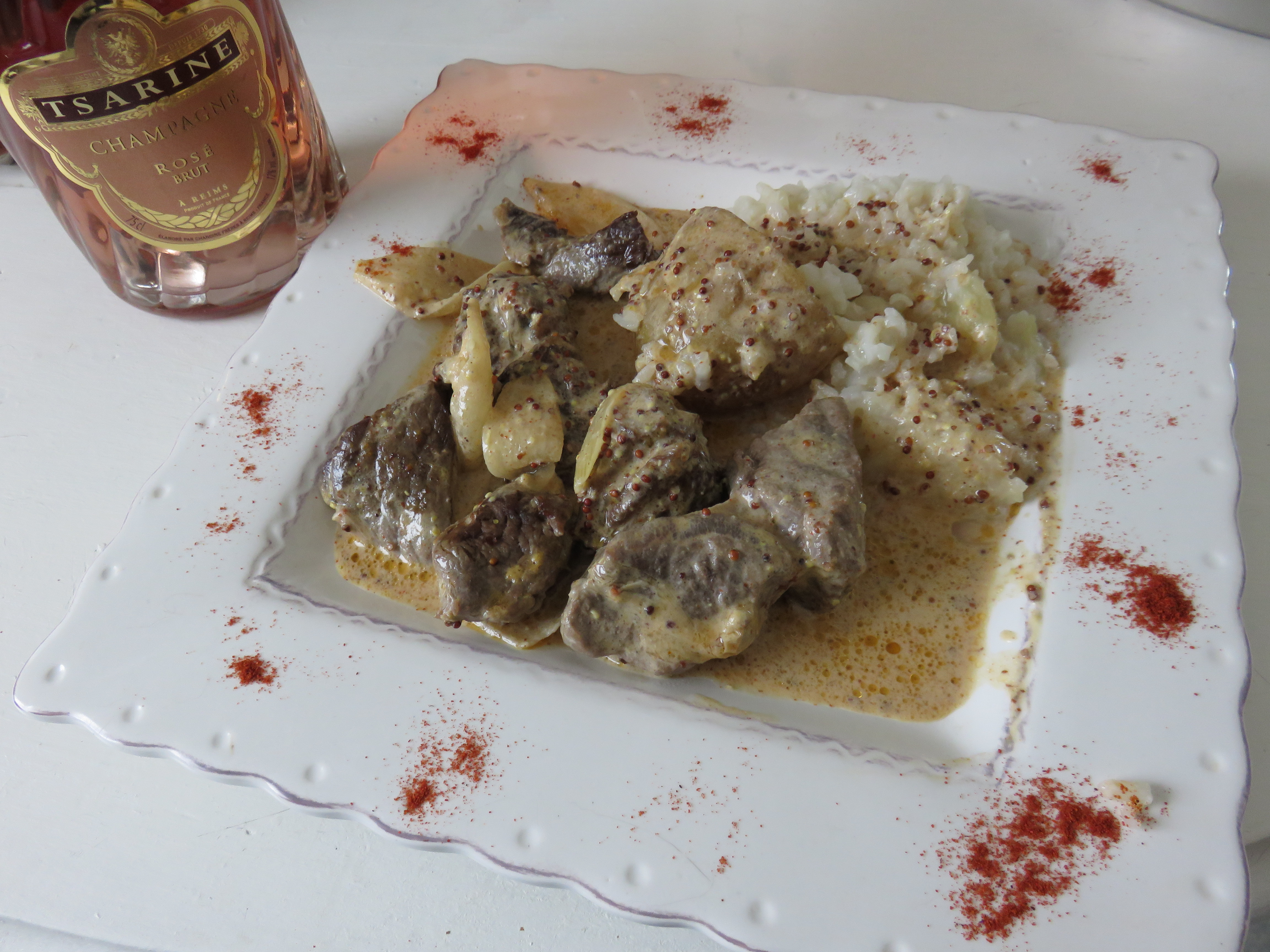
Bœuf Stroganov.

- Bigos

### Russie
- Le bœuf Stroganov est un ragoût de viande de bœuf mariné avec une sauce à la smetana, de la moutarde, du paprika, des oignons et des champignons.

### Suisse
- Le ragoût de mouton de la Bénichon est un plat du canton de Fribourg, composé de viande d'agneau et de raisins, accompagné de purée de pommes de terre et de poire à Botzi caramélisées.

## Sahara
Dans le Sahara et le nord du Sahel, il existe des ragoûts à base de différentes viandes, dont celles de chameau ou de dromadaire.

### Mauritanie
- Le bonava

### Monde touareg
- La talebadjdjat : ragoût dont la viande est pilée dans du beurre[7].
- Ikerrayen : ragoût dont la viande est découpée en petits morceaux[7].

### Tunisie
- Le mloukhiya est un ragoût de viande (bœuf, agneau) dans une sauce vert foncé à base de corète potagère. La couleur de la sauce explique que le plat soit lié à certains événements de la religion musulmane : l'hégire, la fin d'un deuil et du ramadan. Le terme de mloukhiya désigne plus particulièrement la feuille séchée de la corète réduite en poudre fine, servant à la préparation de la sauce.
- La marqa ou marqet est une sorte de ragoût tunisien.
- La koucha
- Le mselli
- La kemcha

### Turquie
- Kapouska
- Yahni
- Zeytinyağlı

### Quelques ragoûts du monde
Bamia, domoda, hamin, hoosh, jarkoïe, kavarma, kuurdak, market khodhra, msoki, oil down, rata, salmorejo, semur, sinseollo, soupe kandia, stufat, tocana